# Novàtor
Novàtor - Новатор (rus) - és un khútor del krai de Krasnodar, a Rússia. Es troba a les terres baixes de Kuban-Azov, a la península de Ieisk, a 16 km al sud de Ieisk i a 180 km al nord-oest de Krasnodar, la capital.
Pertany al municipi de Komsomolets.